# La Luz (Celaya)
La Luz es una localidad del estado mexicano de Guanajuato. Es parte del municipio de Celaya.

## Demografía
| Gráfica de evolución demográfica |
|                                  |

| Censo | Población |
| ----- | --------- |
| 1930  | 300       |
| 1940  | 366       |
| 1950  | 334       |
| 1960  | 634       |
| 1970  | 1 084     |
| 1980  | 1 058     |
| 1990  | 1 482     |
| 2000  | 1 650     |
| 2010  | 1 684     |
| 2020  | 1 667     |